# Antonina Poyárkova
Antonina Ivánova Poyárkova (translitera al cirílico Антонина Ивановна Пояркова ) ( 1897 - 1980 ) fue una destacada profesora, exploradora y botánica rusa. Realizó importantes exploraciones botánicas al Cáucaso
Realizó una extensa y exhaustiva labor taxonómica, identificando y clasificando más de 470 nuevas especies, subespecies, variedades, las que publicaba habitualmente en : Trudy Bot. Inst. Akad. Nauk S.S.S.R.; Novosti Sist. Vyssh. Rast.; Fl. URSS, ed. Komarov; Bot. Mater. Gerb. Bot. Inst. Komarova Akad. Nauk S.S.S.R.; Bot. Journ., URSS; Journal Botanique de l'URSS; Fl. Murm. Prov.; Referat. Nauch.-Issl. Rab. Akad. Nauk SSSR, Biol.; Bot. Zhurn.; Opred. Rast. Kavk.; Notul. Syst. Inst. Bot. Komarov. Acad. Sci. URSS; Čas. Nár. Mus., Odd. Přír.

## Algunas publicaciones
- Flora murmanskoj oblasti [La Flora del óblast de Múrmansk] Vypusk IV - Moscú, Leningrado. Izdatelʹstvo Akademii nauk SSSR, 1959

## Honores
- 1952: premio Stalin

### Eponimia
Género
- (Asteraceae) Pojarkovia Askerova[3]

Especies (7 + 1 registros)
- (Asteraceae) Ligularia pojarkovana S.W.Liu & T.N.Ho[4]

- (Asteraceae) Pojarkovia pojarkovae (Schischk.) Greuter[5]

- (Solanaceae) Hyoscyamus pojarkovae Schönb.-Tem.[6]

- La abreviatura «Pojark.» se emplea para indicar a Antonina Poyárkova como autoridad en la descripción y clasificación científica de los vegetales.[7]